# Bulimnea
Bulimnea is een geslacht van weekdieren uit de klasse van de Gastropoda (slakken).

## Soort
- Bulimnea megasoma (Say, 1824)